# Sveriges regioner
Region är i svensk kommunalrätt en självstyrande enhet med ett geografiskt ansvarsområde som motsvarar ett län. Regionerna benämndes tidigare landsting. 
Namnändringen skedde successivt på försök med början 1999 vid en indelningsreform, då de tidigare Göteborgs och Bohus läns landsting, Skaraborgs läns landsting, Älvsborgs läns landsting samt delar av Göteborgs kommun bildade Västra Götalandsregionen och Malmöhus läns landsting och Kristianstads läns landsting bildade Region Skåne. Samtidigt överfördes vissa frågor, som tidigare hade legat på länsstyrelserna, främst det regionala utvecklingsansvaret, till de två regionerna. Namnändringen och det kompletterande uppdraget infördes senare stegvis från 2015 och ersatte slutligen kvarvarande landsting under 2020. I regeringsformen omnämns de som ”kommuner på regional nivå”.
Sverige har 21 regioner. Jämte kommuner ansvarar regioner för uppgifter som är gemensamma för stora geografiska områden och som ofta kräver stora ekonomiska resurser. Till exempel hälso- och sjukvården, kultur, kollektivtrafik och att stärka regionernas tillväxt och utveckling. I ett fall, Region Gotland, utövas regionansvaret av en kommun.

## Historia
Frågan om en ny regional organisation i Sverige har utretts och diskuterats i olika sammanhang. I slutet av 1990-talet inleddes försök med regionala självstyrelseorgan i Kalmar län och Gotlands län. I Skåne och Västra Götaland skedde sammanslagningar av länen, vilket också påverkade strukturen för de aktuella landstingen, samt deras uppgifter. Region Skåne och Västra Götalandsregionen bildades på försök år 1999. De var formellt landsting med utökade ansvarsområden.

### 2000-talet
En utredningskommitté, Ansvarskommittén, hade uppdraget att utreda länens framtida ansvar och struktur, samt deras antal och gränser. Kommittén lämnade sin huvudrapport i februari 2007. Kommittén, som leddes av Mats Svegfors, föreslog att antalet län skulle minska till mellan sex och nio. Förslaget innebar också att länen skulle ombildas till regioner som skulle ha ansvar för både vissa statliga uppgifter, som bland annat låg inom länsstyrelserna, och landstingsuppgifter. Bland annat föreslogs att varje region skulle bedriva avancerad sjukvård inom de flesta områden, och att varje region skulle ha ett stort universitet.
Ansvarskommitténs rapport ledde inte fram till någon övergripande och sammanhållen lösning av regionfrågan. Försöken i Skåne och Västra Götaland, som utgick från en sammanslagen landstingsstruktur med ett utökat regionalt ansvar, permanentades år 2011. Då utsågs även Gotlands kommun och landstinget i Halland till formella regioner enligt den särskilda lagen om regionalt utvecklingsansvar. 
Flera landsting ombildades därefter till regioner. Från den 1 januari 2015 var även landstingen i Örebro, Gävleborgs och Jönköpings län regioner enligt ett beslut i riksdagen. Även landsting i Östergötlands, Kronobergs och Jämtlands län inordnades då i den nya regionstrukturen. Norrbotten, Uppsala, Västernorrland, Västmanland  bildade regioner från den 1 januari 2017. Stockholm, Värmland, Kalmar län och Sörmland bildade regioner från januari 2019. Den 1 januari 2020 ändrades beteckningen landsting till region i berörda lagar.

## Regionernas ansvar och uppdrag
Regionerna ansvarar för uppgifter som är gemensamma för länet och som ofta kräver stora ekonomiska resurser. Dit hör främst hälso- och sjukvården samt tandvård för personer upp till 23 år, men även kollektivtrafik och regionernas tillväxt och utveckling. Regionen får också, om den så önskar, ta på sig ett ansvar för tandvård för övriga regioninvånare, kultur, utbildning och turism inom regionen. 
I ansvaret för tillväxt och utveckling ingår att utarbeta och fastställa en strategi för länets utveckling. Dessutom har man ansvar för att samordna insatserna så att den strategin kan genomföras. Regionerna får även besluta om hur vissa statliga medel för regionalt tillväxtarbete ska användas, samt följa upp, låta utvärdera och årligen redovisa resultaten av det regionala tillväxtarbetet. Regionerna får dessutom utföra uppgifter inom ramen för EU:s strukturfondsprogram. 
Regionen är också normalt regional kollektivtrafikmyndighet inom sitt område.
Regionen har kommunal beskattningsrätt och verksamheten finansieras till största delen via regionskatten. Därutöver får regionerna inkomster från patientavgifter och försäljning av tjänster. Staten bidrar med generella och riktade statsbidrag. Den största delen av regionernas budget går till hälso- och sjukvård samt tandvård.
Regionerna regleras i kommunallagen (2017:725). I hälso- och sjukvårdslagen (1982:763), HSL, regleras regionernas, respektive kommunernas, ansvar inom hälso- och sjukvården. Kommunernas uppgifter enligt hälso- och sjukvårdslagen samt socialtjänstlagen (2001:453) och vårdlagarna gränsar till regionernas uppdrag. Gränsdragningen mellan sjukvård på sjukhus och hemsjukvård samt långtidsvård med rehabilitering kan vara problematisk.
Regionen skall inte förväxlas med länsstyrelsen som är regeringens företrädare i länet.

## Styrning
- Regionfullmäktige är det högsta beslutande organet och väljs i allmänna regionval.
- Regionstyrelsen är det högsta verkställande organet och dess ledamöter väljs av regionfullmäktige. Fullmäktige väljer också ledamöter i nämnder.
- Regionråd är en lagreglerad titel[10], som i praktiken används för de ledamöter i regionstyrelsen som är arvoderade på heltid eller deltid.

Ledamöterna i styrelsen och nämnder väljs med proportionella val, vilket innebär att alla större partier blir representerade.

## Regioner
- Region Blekinge
- Region Dalarna
- Region Gotland (också en kommun)
- Region Gävleborg
- Region Halland
- Region Jämtland Härjedalen
- Region Jönköpings län
- Region Kalmar län
- Region Kronoberg
- Region Norrbotten
- Region Skåne
- Region Stockholm
- Region Sörmland
- Region Uppsala
- Region Värmland
- Region Västerbotten
- Region Västernorrland
- Region Västmanland
- Region Örebro län
- Region Östergötland
- Västra Götalandsregionen